# NGC 1888
NGC 1888 est une galaxie spirale barrée située dans la constellation du Lièvre. NGC 1888 a été découverte par l'astronome germano-britannique William Herschel en 1785.

## Caractéristiques
La classe de luminosité de NGC 1888 est III et elle présente une large raie HI.

### Distance
Sa vitesse par rapport au fond diffus cosmologique est de 2 326 ± 3 km/s, ce qui correspond à une distance de Hubble de 34,3 ± 2,4 Mpc (∼112 millions d'al).
À ce jour, 13 mesures non basées sur le décalage vers le rouge (redshift) donnent une distance de 23,458 ± 12,906 Mpc (∼76,5 millions d'al), ce qui est à l'intérieur des valeurs de la distance de Hubble. Notons cependant que c'est avec la valeur moyenne des mesures indépendantes, lorsqu'elles existent, que la base de données NASA/IPAC calcule le diamètre d'une galaxie et qu'en conséquence le diamètre de NGC 1888 pourrait être d'environ 33,9 kpc (∼111 000 al) si on utilisait la distance de Hubble pour le calculer.

### Paire de galaxies en interaction
En compagnie de NGC 1889, NGC 1888 figure dans l'atlas de Halton Arp sous la cote Arp 123. Comme ces deux galaxies sont à peu près à la même distance de nous, elle constitue une paire de galaxie en interaction gravitationnelle.